# Cliffortia hirta
Cliffortia hirta är en rosväxtart som beskrevs av Nicolaas Laurens Nicolaus Laurent Burman. Cliffortia hirta ingår i släktet Cliffortia och familjen rosväxter. Inga underarter finns listade i Catalogue of Life.